# Apristurus ampliceps
Apristurus ampliceps  (лат.) — один из видов рода чёрных кошачьих акул (Apristurus), семейство кошачьих акул (Scyliorhinidae).

## Ареал
Имеет ограниченный ареал. Встречается у берегов западной Австралии, Новой Зеландии и Тасмании на глубине 840—1380 м.

## Биология
Максимальный размер 86 см, половая зрелость наступает при достижении длины 67 см.

## Описание
Верхние губные борозды равны или короче нижних. Верхняя челюсть имеет форму полукруга. Первый спинной плавник немного меньше второго спинного плавника. Анальный плавник закруглён. Плакоидные чешуйки узкие, имеют форму листа, расположены неплотно. Спиральных клапанов 8—11. Окрас коричневый или чёрный.

## Взаимодействие с человеком
Для определения статуса сохранности не хватает данных.